# SC Rot-Weiß Oberhausen-Rhld. 1904 2002-2003
Questa voce raccoglie le informazioni riguardanti il SC Rot-Weiß Oberhausen-Rhld. 1904 nelle competizioni ufficiali della stagione 2002-2003.

## Stagione
Nella stagione 2002-2003 il Rot Weiss Oberhausen, allenato da Aleksandar Ristić e Klaus Hilpert, concluse il campionato di 2. Bundesliga al 14º posto. In Coppa di Germania il Rot Weiss Oberhausen fu eliminato agli ottavi di finale dal Monaco 1860.

## Rosa
| N. |                                 | Ruolo | Calciatore        |
| -- | ------------------------------- | ----- | ----------------- |
| 1  | Germania (bandiera)             | P     | Oliver Adler      |
| 2  | Germania (bandiera)             | D     | Benjamin Reichert |
| 3  | Ghana (bandiera)                | D     | Anthony Tiéku     |
| 4  | Polonia (bandiera)              | D     | Paweł Wojtala     |
| 5  | Romania (bandiera)              | D     | Daniel Ciucă      |
| 6  | Germania (bandiera)             | C     | Jürgen Luginger   |
| 7  | Germania (bandiera)             | C     | Mike Rietpietsch  |
| 8  | Germania (bandiera)             | D     | Janos Radoki      |
| 9  | Bulgaria (bandiera)             | A     | Dimtcho Beliakov  |
| 10 | Germania (bandiera)             | C     | Fabrizio Hayer    |
| 11 | Bosnia ed Erzegovina (bandiera) | C     | Hajrudin Catic    |
| 12 | Germania (bandiera)             | C     | Thorsten Judt     |
| 13 | Montenegro (bandiera)           | D     | Dejan Raičković   |
| 14 | Bosnia ed Erzegovina (bandiera) | A     | Adis Obad         |

| N. |                                 | Ruolo | Calciatore           |
| -- | ------------------------------- | ----- | -------------------- |
| 15 | Brasile (bandiera)              | C     | Adao                 |
| 16 | Australia (bandiera)            | C     | Saša Radulović       |
| 17 | Germania (bandiera)             | D     | Mario Wildmann       |
| 18 | Germania (bandiera)             | C     | Frank Scharpenberg   |
| 19 | Germania (bandiera)             | C     | Daniel Cartus        |
| 20 | Bosnia ed Erzegovina (bandiera) | P     | Emir Hadžiđulbić     |
| 21 | Germania (bandiera)             | D     | Christian Hallerbach |
| 22 | Germania (bandiera)             | D     | Jens Langeneke       |
| 23 | Germania (bandiera)             | P     | Christian Börkel     |
| 25 | Nigeria (bandiera)              | C     | Stephen Musa         |
| 26 | Togo (bandiera)                 | C     | Moustapha Salifou    |
| 27 | Togo (bandiera)                 | A     | Abdou Ouro-Akpo      |
| 28 | Germania (bandiera)             | D     | Monir Ibrahim        |

## Organigramma societario
Area tecnica
- Allenatore: Klaus Hilpert
- Allenatore in seconda: Hans-Jürgen Gede, Rob Reekers
- Preparatore dei portieri:
- Preparatori atletici:

## Calciomercato

### Sessione estiva
| Acquisti | Acquisti                    | Acquisti          | Acquisti |
| R.       | Nome                        | da                | Modalità |
| -------- | --------------------------- | ----------------- | -------- |
| C        | Hajrudin Catic              | Waldhof Mannheim  |          |
| C        | Stephen Musa                | Saarbrücken       |          |
| C        | Saša Radulović (calciatore) | Marconi Stallions |          |

| Cessioni | Cessioni        | Cessioni          | Cessioni |
| R.       | Nome            | da                | Modalità |
| -------- | --------------- | ----------------- | -------- |
| C        | Chiquinho       | LR Ahlen          |          |
| C        | Patrick Falk    | Kickers Offenbach |          |
| C        | Jörg Lipinski   | Rot-Weiss Essen   |          |
| A        | Vedran Madžar   | Pola              |          |
| A        | René Müller     | Augusta           |          |
| D        | Peter Quallo    | SV Wilhelmshaven  |          |
| A        | Sascha Rösler   | Greuther Fürth    |          |
| D        | Torsten Schramm | Remscheid         |          |
| A        | Lars Toborg     | SV Wilhelmshaven  |          |
| A        | Angelo Vier     | Osnabrück         |          |

### Sessione invernale
| Acquisti | Acquisti        | Acquisti  | Acquisti |
| R.       | Nome            | da        | Modalità |
| -------- | --------------- | --------- | -------- |
| A        | Abdou Ouro-Akpo | Maranatha |          |

| Cessioni | Cessioni | Cessioni | Cessioni |
| R.       | Nome     | da       | Modalità |
| -------- | -------- | -------- | -------- |

## Risultati

### 2. Bundesliga

#### Girone di andata
| Arbitro: | Meyer |

|               |           |  |
| Scharping 50’ | Marcatori |  |

| Arbitro: | Sippel |

|                          |           |  |
| Rietpietsch 71’ Obad 81’ | Marcatori |  |

| Berlino 25 agosto 2002, ore 15:00 CEST 3ª giornata | Union Berlino | 0 – 0 referto | RW Oberhausen | Stadio An der Alten Försterei (8 187 spett.)\| Arbitro: \| Frank \| |
| Arbitro:                                           | Frank         |               |               |                                                                     |

| Arbitro: | Lange |

|                 |           |  |
| Rietpietsch 74’ | Marcatori |  |

| Arbitro: | Voss |

|                 |           |  |
| Plassnegger 33’ | Marcatori |  |

| Arbitro: | Marks |

|                   |           |            |
| Beliakov 53’, 59’ | Marcatori | 26’ Braham |

| Arbitro: | Schalk |

|                                       |           |            |
| Langeneke 54’ Beliakov 72’ Cartus 75’ | Marcatori | 22’ Becker |

| Amburgo 4 ottobre 2002, ore 19:00 CEST 8ª giornata | St. Pauli | 0 – 0 referto | RW Oberhausen | Millerntor-Stadion (19 322 spett.)\| Arbitro: \| Gräfe \| |
| Arbitro:                                           | Gräfe     |               |               |                                                           |

| Arbitro: | Trautmann |

|                 |           |  |
| Rietpietsch 40’ | Marcatori |  |

| Arbitro: | Kammerer |

|                   |           |                           |
| Ruman 3’ Birk 34’ | Marcatori | 52’ Adao 85’ Scharpenberg |

| Arbitro: | Scheppe |

|                               |           |                         |
| Scharpenberg 74’ Beliakov 82’ | Marcatori | 22’ (rig.), 76’ Lottner |

| Arbitro: | Kemmling |

|                                         |           |  |
| Hertl 20’ Berger 24’ Younga-Mouhani 90’ | Marcatori |  |

| Arbitro: | Raquet |

|                                       |           |            |
| Luginger 35’ Beliakov 78’ Salifou 84’ | Marcatori | 18’ Saenko |

| Arbitro: | Albrecht |

|                         |           |  |
| Ebbers 2’, 68’ Voss 56’ | Marcatori |  |

| Arbitro: | Walz |

|               |           |              |
| Radulović 59’ | Marcatori | 14’ Ivanović |

| Arbitro: | Pickel |

|           |           |  |
| Skela 87’ | Marcatori |  |

| Arbitro: | Brych |

|                            |           |           |
| Radulović 22’ Beliakov 75’ | Marcatori | 30’ Bella |

#### Girone di ritorno
| Arbitro: | Otte |

|                                         |           |          |
| Arens 7’ (aut.) Radulović 45’ Catic 55’ | Marcatori | 9’ Zandi |

| Arbitro: | Kircher |

|                   |           |              |
| Teixeira 50’, 76’ | Marcatori | 19’ Beliakov |

| Arbitro: | Weber |

|                           |           |                               |
| Radulović 15’, 52’ (rig.) | Marcatori | 45’ (rig.) Vidolov 69’ Ristić |

| Arbitro: | Scheppe |

|                      |           |            |
| Auer 48’ Voronin 74’ | Marcatori | 76’ Cartus |

| Arbitro: | Aust |

|  |           |          |
|  | Marcatori | 27’ Kern |

| Arbitro: | Weiner |

|              |           |  |
| Dragusha 53’ | Marcatori |  |

| Arbitro: | Wack |

|                          |           |  |
| Frommer 53’ Hoffmann 58’ | Marcatori |  |

| Arbitro: | Sippel |

|                                        |           |  |
| Obad 16’ Scharpenberg 80’ Beliakov 84’ | Marcatori |  |

| Arbitro: | Meyer |

|                                                           |           |                            |
| Müller 16’ Coulibaly 20’ Iashvili 26’ Bajramović 37’, 52’ | Marcatori | 60’ Langeneke 88’ Beliakov |

| Arbitro: | Koop |

|                            |           |                                    |
| Beliakov 22’ Radulović 78’ | Marcatori | 33’ Rösler 37’ Policella 44’ Weber |

| Arbitro: | Brych |

|                 |           |  |
| Scherz 42’, 44’ | Marcatori |  |

| Oberhausen 20 aprile 2003, ore 15:00 CEST 29ª giornata | RW Oberhausen | 0 – 0 referto | Wacker Burghausen | Niederrheinstadion (3 132 spett.)\| Arbitro: \| Lange \| |
| Arbitro:                                               | Lange         |               |                   |                                                          |

| Arbitro: | Keßler |

|                                    |           |           |
| Labbadia 86’ Engelhardt 93’ (rig.) | Marcatori | 17’ Catic |

| Arbitro: | Schmidt |

|                                     |           |          |
| Beliakov 39’ Obad 58’ Radulović 90’ | Marcatori | 72’ Voss |

| Arbitro: | Kemmling |

|                           |           |  |
| Krontiris 1’ Ivanović 72’ | Marcatori |  |

| Arbitro: | Gagelmann |

|  |           |                     |
|  | Marcatori | 10’, 17’ Toppmöller |

| Arbitro: | Wack |

|                |           |               |
| Bella 39’, 83’ | Marcatori | 29’ Radulović |

### Coppa di Germania
| Arbitro: | Pickel |

|  |           |                |
|  | Marcatori | 107’ Radulović |

| Arbitro: | Frank |

|               |           |  |
| Radulović 23’ | Marcatori |  |

| Arbitro: | Koop |

|                             |           |               |
| Šuker 63’ Häßler 85’ (rig.) | Marcatori | 23’ Radulović |

## Statistiche

### Statistiche di squadra
| Competizione      | Punti | In casa | In casa | In casa | In casa | In casa | In casa | In trasferta | In trasferta | In trasferta | In trasferta | In trasferta | In trasferta | Totale | Totale | Totale | Totale | Totale | Totale | DR  |
| Competizione      | Punti | G       | V       | N       | P       | Gf      | Gs      | G            | V            | N            | P            | Gf           | Gs           | G      | V      | N      | P      | Gf     | Gs     | DR  |
| ----------------- | ----- | ------- | ------- | ------- | ------- | ------- | ------- | ------------ | ------------ | ------------ | ------------ | ------------ | ------------ | ------ | ------ | ------ | ------ | ------ | ------ | --- |
| 2. Bundesliga     | 37    | 17      | 10      | 4       | 3       | 30      | 17      | 17           | 0            | 3            | 14           | 8            | 31           | 34     | 10     | 7      | 17     | 38     | 48     | -10 |
| Coppa di Germania | -     | 1       | 1       | 0       | 0       | 1       | 0       | 2            | 1            | 0            | 1            | 2            | 2            | 3      | 2      | 0      | 1      | 3      | 2      | +1  |
| Totale            | 37    | 18      | 11      | 4       | 3       | 31      | 17      | 19           | 1            | 3            | 15           | 10           | 33           | 37     | 12     | 7      | 18     | 41     | 50     | -9  |

### Andamento in campionato
| Giornata  | 1  | 2 | 3 | 4 | 5 | 6 | 7 | 8 | 9 | 10 | 11 | 12 | 13 | 14 | 15 | 16 | 17 | 18 | 19 | 20 | 21 | 22 | 23 | 24 | 25 | 26 | 27 | 28 | 29 | 30 | 31 | 32 | 33 | 34 |
| --------- | -- | - | - | - | - | - | - | - | - | -- | -- | -- | -- | -- | -- | -- | -- | -- | -- | -- | -- | -- | -- | -- | -- | -- | -- | -- | -- | -- | -- | -- | -- | -- |
| Luogo     | T  | C | T | C | T | C | C | T | C | T  | C  | T  | C  | T  | C  | T  | C  | C  | C  | T  | C  | T  | T  | T  | C  | T  | C  | T  | C  | T  | C  | T  | C  | T  |
| Risultato | P  | V | N | V | P | V | V | N | V | N  | N  | P  | V  | P  | N  | P  | V  | V  | N  | P  | P  | P  | P  | P  | V  | P  | P  | P  | N  | P  | V  | P  | P  | P  |
| Posizione | 11 | 6 | 8 | 8 | 9 | 6 | 6 | 6 | 3 | 4  | 5  | 8  | 5  | 7  | 8  | 9  | 8  | 6  | 8  | 7  | 8  | 9  | 10 | 10 | 8  | 9  | 10 | 12 | 12 | 12 | 12 | 12 | 12 | 14 |

Legenda:

Luogo: C = Casa; T = Trasferta. Risultato: V = Vittoria; N = Pareggio; P = Sconfitta.

### Statistiche dei giocatori
| Giocatore       | 2. Bundesliga | 2. Bundesliga | 2. Bundesliga | 2. Bundesliga | Coppa di Germania | Coppa di Germania | Coppa di Germania | Coppa di Germania | Totale   | Totale | Totale      | Totale     |
| Giocatore       | Presenze      | Reti          | Ammonizioni   | Espulsioni    | Presenze          | Reti              | Ammonizioni       | Espulsioni        | Presenze | Reti   | Ammonizioni | Espulsioni |
| --------------- | ------------- | ------------- | ------------- | ------------- | ----------------- | ----------------- | ----------------- | ----------------- | -------- | ------ | ----------- | ---------- |
| A. Adao         | 13            | 1             | 2             | 0             | 1                 | 0                 | 0                 | 0                 | 14       | 1      | 2           | 0          |
| O. Adler        | 34            | 0             | 2             | 0             | 3                 | 0                 | 1                 | 0                 | 37       | 0      | 3           | 0          |
| D. Beliakov     | 32            | 11            | 2             | 0             | 2                 | 0                 | 0                 | 0                 | 34       | 11     | 2           | 0          |
| C. Börkel       | 0             | 0             | 0             | 0             | 0                 | 0                 | 0                 | 0                 | 0        | 0      | 0           | 0          |
| D. Cartus       | 13            | 2             | 0             | 0             | 1                 | 0                 | 0                 | 0                 | 14       | 2      | 0           | 0          |
| H. Catic        | 27            | 2             | 3             | 1             | 2                 | 0                 | 1                 | 0                 | 29       | 2      | 4           | 1          |
| D. Ciucă        | 31            | 0             | 4             | 0             | 3                 | 0                 | 1                 | 0                 | 34       | 0      | 5           | 0          |
| E. Hadžiđulbić  | 0             | 0             | 0             | 0             | 0                 | 0                 | 0                 | 0                 | 0        | 0      | 0           | 0          |
| C. Hallerbach   | 2             | 0             | 0             | 0             | 0                 | 0                 | 0                 | 0                 | 2        | 0      | 0           | 0          |
| F. Hayer        | 11            | 0             | 3             | 0             | 1                 | 0                 | 0                 | 0                 | 12       | 0      | 3           | 0          |
| M. Ibrahim      | 0             | 0             | 0             | 0             | 0                 | 0                 | 0                 | 0                 | 0        | 0      | 0           | 0          |
| T. Judt         | 32            | 0             | 3             | 1             | 3                 | 0                 | 1                 | 0                 | 35       | 0      | 4           | 1          |
| J. Langeneke    | 32            | 2             | 3             | 0             | 3                 | 0                 | 0                 | 0                 | 35       | 2      | 3           | 0          |
| J. Luginger     | 29            | 1             | 6             | 1             | 3                 | 0                 | 0                 | 0                 | 32       | 1      | 6           | 1          |
| S. Musa         | 0             | 0             | 0             | 0             | 0                 | 0                 | 0                 | 0                 | 0        | 0      | 0           | 0          |
| A. Obad         | 26            | 3             | 2             | 0             | 2                 | 0                 | 0                 | 0                 | 28       | 3      | 2           | 0          |
| A. Ouro-Akpo    | 2             | 0             | 0             | 0             | 0                 | 0                 | 0                 | 0                 | 2        | 0      | 0           | 0          |
| J. Radoki       | 13            | 0             | 0             | 0             | 0                 | 0                 | 0                 | 0                 | 13       | 0      | 0           | 0          |
| S. Radulović    | 26            | 8             | 4             | 0             | 3                 | 3                 | 0                 | 0                 | 29       | 11     | 4           | 0          |
| D. Raičković    | 25            | 0             | 5             | 1             | 3                 | 0                 | 0                 | 0                 | 28       | 0      | 5           | 1          |
| B. Reichert     | 1             | 0             | 0             | 0             | 0                 | 0                 | 0                 | 0                 | 1        | 0      | 0           | 0          |
| M. Rietpietsch  | 22            | 3             | 3             | 0             | 3                 | 0                 | 1                 | 0                 | 25       | 3      | 4           | 0          |
| M. Salifou      | 11            | 1             | 0             | 0             | 1                 | 0                 | 0                 | 1                 | 12       | 1      | 0           | 1          |
| F. Scharpenberg | 33            | 3             | 5             | 0             | 3                 | 0                 | 1                 | 0                 | 36       | 3      | 6           | 0          |
| A. Tiéku        | 18            | 0             | 5             | 1             | 2                 | 0                 | 0                 | 0                 | 20       | 0      | 5           | 1          |
| M. Wildmann     | 6             | 0             | 1             | 0             | 0                 | 0                 | 0                 | 0                 | 6        | 0      | 1           | 0          |
| P. Wojtala      | 32            | 0             | 7             | 0             | 3                 | 0                 | 2                 | 0                 | 35       | 0      | 9           | 0          |